# Polese da Fabriano
Mastro Polese da Fabriano (Fabriano, ... – ...; fl. 1150-1200) è una figura semi-leggendaria di imprenditore manifatturiero italiano attivo nella seconda metà del XII secolo, che sarebbe stato un pioniere nella produzione della carta in Italia.

## Biografia
Il nome di Polese è legato alla prima notizia di una cartiera italiana, in un opificio da lui impiantato sul corso del fiume Reno, presso la città di Bologna, nel quarto di secolo successivo alla metà del Duecento. In realtà non è certo se sia realmente vissuto (come l'eunuco cinese Cai Lun) o costituisca invece una figura leggendaria come quella di Heraldo da Praga (che fuggito dalla città natia intorno al 990 avrebbe portato l'arte cartaria nella città di Fabriano).
La fondazione del mulino coincide con gli anni intorno alla metà del XII secolo, o li segue di poco: è l'epoca in cui l'invenzione della carta cominciò a diffondersi in Europa, a partire dalla Spagna, per il tramite degli Arabi dell'Andalusia.
Nel Quartiere Porto del centro storico di Bologna vi è un toponimo, Borgo Polese, che si parte dal Canale di Reno, il cui nome, secondo alcuni, deriverebbe proprio dall'aver ospitato l'abitazione del cartaio.